# Ключевський (селище)
Ключевськи́й (рос. Ключевской) — селище у складі Пишминського міського округу Свердловської області.
Населення — 186 осіб (2010, 209 у 2002).
Національний склад станом на 2002 рік: росіяни — 97 %.